# دانیووری
دانیووری (به انگلیسی: DANiiVORY) با نام کامل ترزا دنیل فلامینیو روماک (به انگلیسی: Theresa Danielle Flaminio Romack) خواننده و موسیقی‌دان آمریکایی است. او قبلاً عضو ایمجین درگنز بود.